# Mestaruussarja 1930
La Mestaruussarja 1930 fu la ventiduesima edizione del campionato finlandese di calcio, la prima come Mestaruussarja e con il formato a girone unico, composto da otto squadre. Il titolo fu vinto dell'HIFK.

## Squadre partecipanti
Squadre selezionate nelle qualificazioni primaverili: 3 da Helsinki, 1 da Turku, 1 da Viipuri, 1 da Vaasa. Altri due posti dalle qualificazioni estive senza limiti geografici.
| Club     | Città    | Stagione 1929         |
| -------- | -------- | --------------------- |
| Åbo IFK  | Turku    | -                     |
| HIFK     | Helsinki | finale                |
| HPS      | Helsinki | Campione di Finlandia |
| KIF      | Helsinki | -                     |
| Stjärnan | Helsinki | -                     |
| TPS      | Turku    | semifinale            |
| ViPS     | Viipuri  | -                     |
| VPS      | Vaasa    | -                     |

## Classifica finale
|  | Pos. | Squadra  | Pt | G | V | N | P | GF | GS | DR  |
|  | ---- | -------- | -- | - | - | - | - | -- | -- | --- |
|  | 1.   | HIFK     | 12 | 7 | 5 | 2 | 0 | 22 | 7  | +15 |
|  | 2.   | TPS      | 12 | 7 | 5 | 2 | 0 | 25 | 12 | +13 |
|  | 3.   | HPS      | 9  | 7 | 4 | 1 | 2 | 26 | 17 | +9  |
|  | 4.   | ViPS     | 7  | 7 | 3 | 1 | 3 | 20 | 16 | +4  |
|  | 5.   | VPS      | 7  | 7 | 2 | 3 | 2 | 23 | 27 | -4  |
|  | 6.   | KIF      | 6  | 7 | 2 | 2 | 3 | 17 | 18 | -1  |
|  | 7.   | Stjärnan | 2  | 7 | 0 | 2 | 5 | 9  | 35 | -26 |
|  | 8.   | Åbo IFK  | 1  | 7 | 0 | 1 | 6 | 9  | 19 | -10 |

Legenda:
      Campione di Finlandia
      Retrocesse in B-Sarja
Note:
Due punti a vittoria, uno a pareggio, zero a sconfitta.

## Spareggio
|      | Risultati |     | Luogo e data |
| ---- | --------- | --- | ------------ |
| HIFK | 4-1       | TPS |              |
|      |           |     |              |